# Cratere Sechenov
Sechenov è un cratere lunare di 63,8 km situato nella parte sud-orientale della faccia nascosta della Luna.